# Konrad Celtis
Konrad Keltis (Conrad Celtes), nemški humanist, * 1. februar 1459, Wipfeld pri Schweinfurtu, Nemčija, † 4. februar 1508, Dunaj.